# Fate (Texas)
Fate es una ciudad ubicada en el condado de Rockwall en el estado estadounidense de Texas. En el Censo de 2010 tenía una población de 6.357 habitantes y una densidad poblacional de 415,87 personas por km².

## Geografía
Fate se encuentra ubicada en las coordenadas 32°56′23″N 96°23′12″O / 32.93972, -96.38667. Según la Oficina del Censo de los Estados Unidos, Fate tiene una superficie total de 15.29 km², de la cual 15.05 km² corresponden a tierra firme y (1.54%) 0.24 km² es agua.

## Demografía
Según el censo de 2010, había 6.357 personas residiendo en Fate. La densidad de población era de 415,87 hab./km². De los 6.357 habitantes, Fate estaba compuesto por el 84.02% blancos, el 6.8% eran afroamericanos, el 0.76% eran amerindios, el 1.59% eran asiáticos, el 0.03% eran isleños del Pacífico, el 4.55% eran de otras razas y el 2.27% pertenecían a dos o más razas. Del total de la población el 14.91% eran hispanos o latinos de cualquier raza.